# Caroline Haslett
Caroline Harriet Haslett (Worth, Crawley, 17 de agosto de 1895-Bungay, 4 de enero de 1957) fue una ingeniera eléctrica inglesa, administradora de la industria eléctrica y defensora de los derechos de la mujer.
Fue la primera secretaria de la Women's Engineering Society y la fundadora y editora de su revista, The Woman Engineer. Fue cofundadora, junto a Laura Annie Willson y con el apoyo de Margaret, Lady Moir, de la Electrical Association for Women (Asociación Eléctrica para Mujeres), que fue pionera en 'maravillas', como se describen en las revistas contemporáneas, tales como la casa totalmente eléctrica en Bristol en 1935. Se convirtió en la primera directora de la Electrical Association for Women en 1925. Su principal interés era aprovechar los beneficios de la energía eléctrica para emancipar a las mujeres de las tareas domésticas, de modo que pudieran perseguir sus propias ambiciones fuera del hogar.
Fue nombrada Dama Comandante y Comandante de la Orden del Imperio Británico.

## Biografía
Nacida en Worth (ahora parte de Crawley, Sussex Occidental), Caroline Haslett era la hija mayor de Robert Haslett, un instalador de señales ferroviarias y activista del movimiento cooperativo, y su esposa, Caroline Sarah, de soltera Holmes. Después de asistir a la escuela en Haywards Heath, realizó un curso de secretaría comercial en Londres, donde también se unió al movimiento Suffragette. A través de un contacto de su madre, comenzó a trabajar en la empresa de calderas Cochran como empleada y se unió a la Unión Social y Política de Mujeres (WSPU por sus siglas en inglés). Tras trabajar en los talleres de Cochran durante la Primera Guerra Mundial, adquirió una formación básica en ingeniería en Londres y en Annan, Dumfriesshire; a partir de ese momento se convirtió en pionera en el mundo eléctrico y profesional. 

## Carrera profesional
En 1919, Haslett dejó Cochran's para convertirse en la primera secretaria de la Women's Engineering Society (WES) y la primera editora de la revista The Woman Engineer, que dirigió hasta 1932.
En junio de 1920 ayudó a fundar Atalanta Ltd, una empresa de ingeniería para mujeres. 
A principios de la década de 1920, pocas casas tenían luz eléctrica o calefacción, y mucho menos electrodomésticos; la Red Nacional aún no existía. En 1924, la Sra. Mabel Lucy Matthews se acercó a ella sobre una idea que tenía para popularizar el uso doméstico de la electricidad para aliviar la carga de las mujeres. La Institución de Ingenieros Eléctricos y la Asociación de Desarrollo Eléctrico habían rechazado la propuesta, pero Haslett vio sus posibilidades. Se entusiasmó con el concepto y convenció a Lady Katharine Parsons, entonces presidenta de WES, de que organizara una reunión para discutirlo.
En noviembre de 1924 cofundó y se convirtió en la primera directora de la Asociación Eléctrica de Mujeres, de la que fue directora hasta 1956, cuando se vio obligada a jubilarse por problemas de salud; de 1924 a 1956 editó The Electrical Age, la revista de la EAW.
Haslett fue miembro del Women's Provisional Club (Club Provisional de Mujeres) para Mujeres Profesionales y Empresarias (fundado en 1924) junto con la arquitecta Gertrude Leverkus, Eleanor Rathbone, la Dra. Louisa Martindale y Lady Rhondda. También fue miembro ejecutiva del Six Point Group, fundado por Lady Rhondda en 1921, para presionar por cambios en la ley del Reino Unido sobre seis puntos de igualdad para las mujeres: en la política, en el trabajo, en lo moral, en lo social, en lo económico y en lo legal.
En 1925, la Women's Engineering Society atrajo la atención nacional cuando organizó una conferencia especial en Wembley, en asociación con la Primera Conferencia Internacional de Mujeres en la Ciencia, la Industria y el Comercio. La conferencia fue inaugurada por la entonces Duquesa de York, Isabel Bowes-Lyon, y fue presidida por Nancy, Lady Astor, la primera mujer en ocupar su asiento en la Cámara de los Comunes. Este evento también presentó a Caroline Haslett a un público más amplio. Siguió siendo secretaria de WES hasta 1929, cuando se convirtió en secretaria honoraria, y fue presidenta de la sociedad de 1940 a 1941 (sucedió a la directora del astillero Edith Mary Douglas, y sucedió a la ingeniera eléctrica Gertrude Entwistle).
Haslett fue la única mujer delegada en la Conferencia Mundial de Energía en Berlín en 1930 y representó a Gran Bretaña en conferencias de energía posteriores. Durante los siguientes 20 años, sus actividades públicas fueron extraordinarias, como lo describió su amiga Margaret Partridge, ingeniera eléctrica y otra presidenta de WES: 'Fue miembro del consejo del Instituto Británico de Administración 1946-1954, de la Sociedad de Bienestar Industrial, de la Alianza Industrial Nacional, del Colegio de Personal Administrativo y del King's College of Household and Social Science; gobernadora de la London School of Economics, del Queen Elizabeth College y del Bedford College for Women; miembro del Comité Central de Formación y Empleo de la Mujer; miembro del consejo y vicepresidente de la Royal Society of Arts 1941-1955; y presidenta de la Federación Británica de Mujeres Empresarias y Profesionales. Fue miembro del Comité Consultivo de Mujeres y del Consejo Asesor del Departamento de Nombramientos del Ministerio de Trabajo; miembro del Comité de Correspondencia sobre el Trabajo de la Mujer de la Organización Internacional del Trabajo; y la primera mujer en ser nombrada Compañera de la Institución de Ingenieros Eléctricos (IEE)."

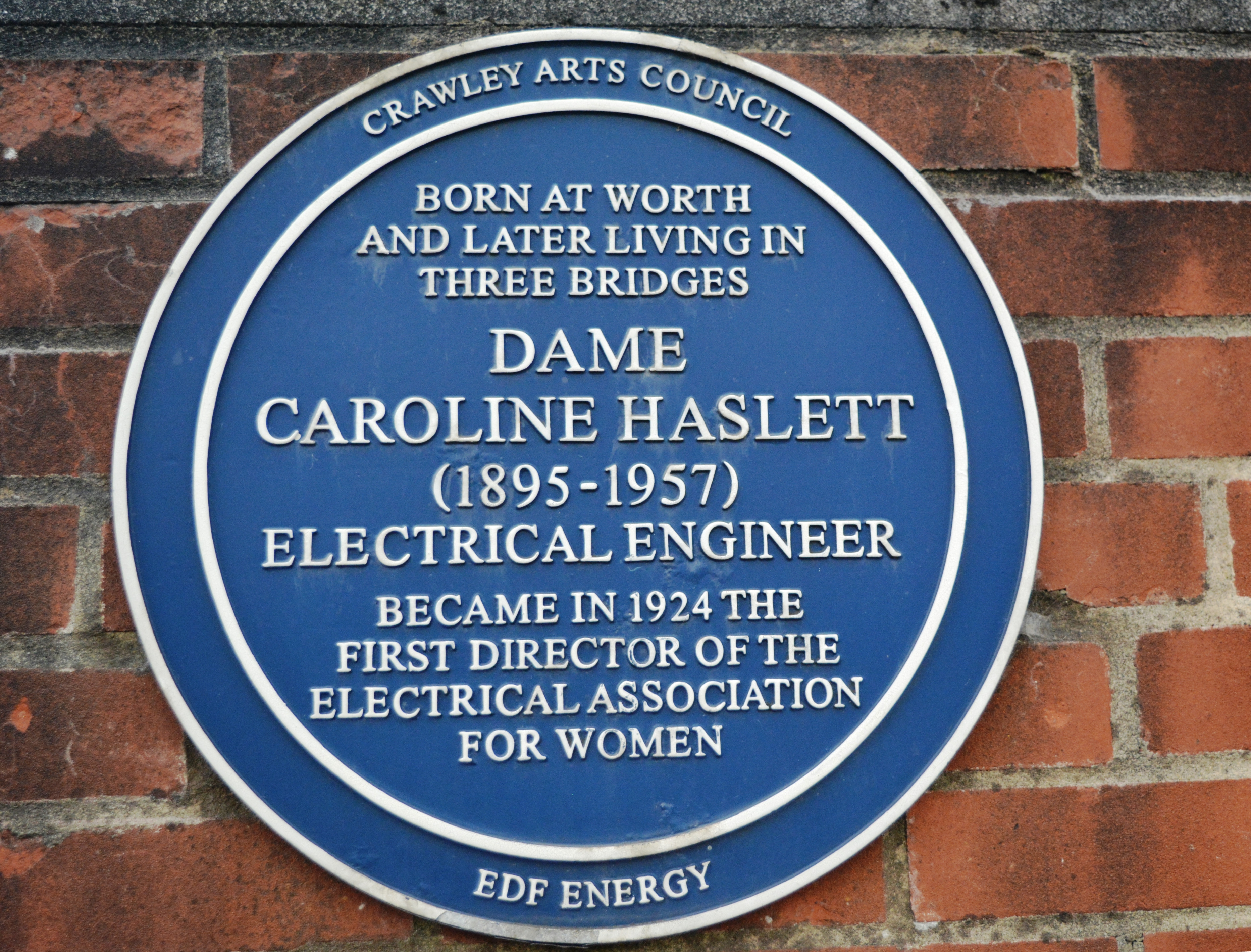
Placa conmemorativa de la vida de Caroline Haslett en Haslett Avenue East, Three Bridges, Crawley, West Sussex

En 1932, la Asociación Nacional de Seguridad Primero (precursora de la Real Sociedad para la Prevención de Accidentes) extendió sus actividades a la seguridad en el hogar, y Caroline Haslett fue nombrada presidenta del Comité de Seguridad en el Hogar, cargo que ocupó hasta 1936. Se convirtió en la primera mujer vicepresidenta de la asociación en 1937.
En marzo de 1940, se creó el Woman Power Committee, a partir de conversaciones entre Haslett y Lady Astor, con la intención de crear una organización que tuviese en su foco la protección de los intereses de las mujeres británicas durante la guerra. Hasta ese momento, la política laboral del gobierno para las mujeres había sido débil y discriminatoria con respecto a la igualdad de derechos y salarios. Las mujeres parlamentarias de todos los partidos políticos respaldaron la constitución de la organización, aunque luego hubo complicaciones en torno a la participación de los sindicatos.
Durante la Segunda Guerra Mundial fue la única mujer miembro (y la única experta en seguridad) en el comité de 20 personas convocado por la Estación Espacial Internacional para examinar los requisitos para las instalaciones eléctricas en la Gran Bretaña de posguerra, parte de un esquema más amplio de posguerra. Estudios de Edificación. Una parte importante de esas recomendaciones fue un nuevo estándar de enchufes, cuya primera recomendación fue "Para garantizar la seguridad de los niños pequeños, es de considerable importancia que los contactos del tomacorriente estén protegidos por contraventanas u otros medios similares, o por el diseño inherente de la toma de corriente. El resultado fue el modelo BS 1363. El informe también recomendaba el sistema de circuito en anillo, que se convertiría en estándar.
Haslett se convirtió en vicepresidenta de la h en 1936 y presidenta de la organización en 1950; y fue la primera mujer en presidir un grupo de trabajo del gobierno: el Grupo de trabajo de la industria de calcetería de la Junta de Comercio, 1945-1946. Durante muchos años fue miembro del Real Instituto de Asuntos Internacionales (Chatham House) y de la Royal Institution. Fue nombrada miembro de Crawley New Town Development Corporation 1947-1956; y fue su vicepresidenta (1948) y primera mujer presidenta (1953–54) de la Asociación Británica de Desarrollo Eléctrico. Representó al gobierno del Reino Unido en misiones comerciales en los EE. UU., Canadá y Escandinavia, y después de la Segunda Guerra Mundial asumió un papel de liderazgo en conferencias organizadas para mujeres en Alemania por las autoridades británicas y estadounidenses.
En opinión de Margaret Partridge, el logro culminante de la carrera multifacética de Haslett se produjo en 1947, cuando fue nombrada miembro de la Autoridad de Electricidad Británica (BEA), más tarde la Autoridad de Electricidad Central, que se constituyó para administrar la industria bajo propiedad nacional. En 1949, la BEA nombró a uno de los barcos de su flota minera como Dame Caroline Haslett en honor a la primera mujer que fue miembro de la misma. Haslett se interesó personalmente por el barco minero y su tripulación, y su fotografía colgó en el comedor de oficiales. Para su tarjeta de Navidad en 1952, encargó un dibujo del barco que yacía en el muelle frente a la central eléctrica de Battersea por la Sra. JP Gibson, cuyo dibujo era tan bueno que se comentó que "¡casi se podía oler el barro!"  La BEA creó el Caroline Haslett Trust para proporcionar becas y becas de viaje para sus miembros.
En sus últimos años se retiró a vivir en casa de su hermana (y biógrafa) Rosalind Messenger en Bungay, Suffolk, donde murió de una trombosis coronaria el 4 de enero de 1957. En su testamento solicitó que su cuerpo fuera incinerado con electricidad. Se entiende que se hizo así en el crematorio de la ciudad de Londres.

## Reconocimientos
En reconocimiento a los servicios de Haslett a las mujeres, fue nombrada Comandante de la Orden del Imperio Británico en 1931, y en 1947, en reconocimiento a su trabajo para la Junta de Comercio y el Ministerio de Trabajo, fue nombrada Dama Comandante del Imperio Británico. Orden del Imperio Británico. Fue elegida Compañera de la Institución de Ingenieros Eléctricos (IEE) en 1932.
En 1945, el retrato de Haslett fue creado por Ethel Léontine Gabain como parte de una serie encargada por el Comité Asesor de Artistas de Guerra, ahora está en manos del Museo Imperial de Guerra.

Desde 1950 hasta su muerte fue Juez de Paz del Condado de Londres.

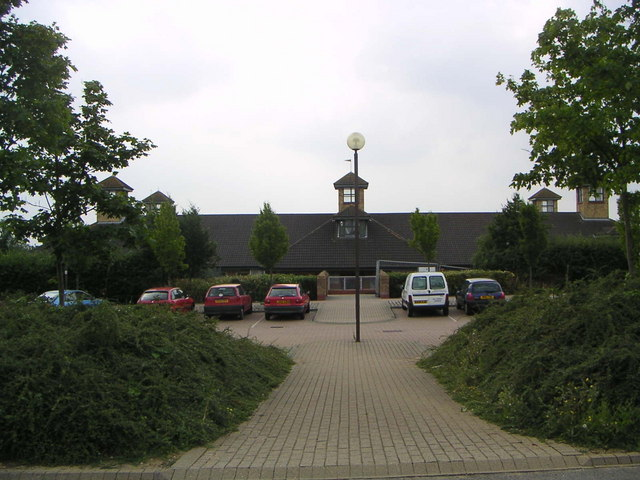
Escuela combinada Caroline Haslett

Crawley Arts Council y EDF Energy han erigido una placa azul para honrar su memoria. Se encuentra en una calle que lleva su nombre: Haslett Avenue East, en Three Bridges, Crawley, West Sussex. La escuela primaria Caroline Haslett en Milton Keynes, Buckinghamshire, también lleva su nombre.
Una exposición sobre su vida y obra, Caroline Haslett Memorial Project se llevó a cabo en abril y mayo de 2019 en el Hawth Theatre en Crawley.

## Publicaciones
Las publicaciones de Caroline Haslett incluyen:
- The Electrical Handbook for Women (1934);
- Teach Yourself Household Electricity (in collaboration with E. E. Edwards, 1939);
- Munitions Girl, A Handbook for the Women of the Industrial Army (1942);
- Problems Have No Sex (1949)[6]

Dirigió The EAW Electrical Handbook de la Electrical Association for Women, publicado por primera vez en 1934, que llegó a publicar hasta siete ediciones para 1961. También fue autora de numerosos artículos en revistas y conferencias.